# Бережна Надія Сергіївна
Наді́я Сергі́ївна Бережна́ (нар. 30 жовтня (17 жовтня) 1911, Сміла — пом. 30 листопада 1987, Запоріжжя) — українська актриса. Заслужена артистка УРСР (1966).

## Життєпис
Народилася 17 (30 за юліанським календарем) жовтня 1911 року в містечку Сміла Черкаського повіту Київської губернії РІ, нині місто Черкаського району Черкаської області, Україна.
Померла 30 листопада 1987 у Запоріжжі.

### Трудова діяльність
У 1934—1979 роках працювала актрисою Запорізького українського музично-драматичного театру.
З 1979 по 1986 роки — Запорізького театру юного глядача. 
Грала у виставах режисера й актора Володимира Магара. Однаково успішно виконувала як лірико-драматичні, так і гострохарактерні ролі.

## Основні ролі
- Люсі Купер у виставі «Поступися місцем завтрашньому дню» В. Дельмара;
- Маринка у виставі «Скрипка гуцула» Юрія Мокрієва;
- Таня Єгорова у виставі «За другим фронтом» Вадима Собка;
- Наташа у виставі «Дніпрові зорі», драма Яківа Баша, присвячена будівникам ДніпроГЕСу[1];
- Текля у виставі «Доки сонце зійде, роса очі виїсть» Марка Кропивницького;
- Галина Романівна у виставі «Пам’ять серця» Олександра Корнійчука;
- Галчиха у виставі «Без вини винні» Олександра Островського;
- Синиця у виставі «Ураган» Анатолія Софронова;
- Ганна Андріївна у виставі «Салют динозаврам» Г. Мамліна;
- Мати у виставі «Гра на клавесині» Ярослава Стельмаха.

## Рекомендована література
- Гайдабура В. Театр ім. М. О. Щорса. — К., 1979.